# Рошко Поље
Рошко Поље је насељено мјесто у општини Томиславград, Федерација Босне и Херцеговине, БиХ. 
Насеље је дуго у званичним документима вођено под погрешним називом Рашко Поље. Мештани су одувек своје село звали Рошко Поље, по оближњем средњовековном граду Рогу, коначно је 2012. године и званично проглашена промена имена на основу одговарајућег закона (Сл. новине ФБиХ бр.25/12).

## Становништво
| Демографија | Демографија | Демографија |
| Година      | Становника  | Становника  |
| ----------- | ----------- | ----------- |
| 1948.       | 1.384       |             |
| 1953.       | 1.429       |             |
| 1961.       | 1.542       |             |
| 1971.       | 1.248       |             |
| 1981.       | 1.208       |             |
| 1991.       | 1.158       |             |